# 北守政直
北守 政直（きたもり まさなお、安政5年7月21日（1858年8月29日） - 1940年（昭和15年））は、明治から大正時代の日本の政治家、実業家。函館区長。通称は縫人、清次郎。

## 経歴・人物
盛岡藩士・北守政智の長男として生まれ、1870年（明治3年）家督を相続し、盛岡藩権大属となる。当時、北守家は御新丸番頭家格で家禄は250石。同年免官し、1876年（明治9年）岩手県に出仕。地租改正係となる。その後、県税係を経て、1878年（明治11年）開拓使函館支庁に出向し、会計課配属となる。翌年の1879年（明治12年）民事課に転じ、1880年（明治13年）岩手県からの出向停止となり、開拓使に採用され准判任官に任官。函館支庁民事課勧業係となる。同年、会計課統計係兼記録課編纂係に転じ、1882年（明治15年）開拓使廃止により残務整理に従事する。さらに同年、函館県に出仕。九等属となり兵事課配属となる。
1886年（明治19年）北海道庁が設置されると判任官八等に叙され、1887年（明治20年）北海道函館区書記、1894年（明治27年）函館築港審査委員を経て、函館港検疫官となり、1896年（明治29年）依願免官する。台北県属に転じ、内務課兼財務課会計科勤務を経て、1898年（明治31年）内務部所務課長心得兼知事官房係長心得、養済院長心得となり、内務部庶務課・官房秘書課兼文書課を兼務する。1899年（明治32年）知事官房秘書課長兼文書課長、ついで土語通訳兼掌者試験委員、巡査看守懲罰審査委員を歴任し、同年依願免官。
翌年の1900年（明治33年）再び北海道へ戻り函館区助役を経て、1910年（明治43年）函館区長となった。1916年（大正5年）満期退職。墓所は多磨霊園。

## 親族
- 長女：シケ（ナラサキ産業創業者・楢崎平太郎に嫁ぐ）[1][3]
- 二女：ミワ（土木請負業・澁谷源吉に嫁ぐ）[1][4]